# Siegfried Lenz
Siegfried Lenz (n. 17 martie 1926, Lyck – d. 7 octombrie 2014, Hamburg) a fost un scriitor german.

## Biografie
Siegfried Lenz s-a născut la data de 17 martie în anul 1926 în Lyck. A început să studieze literatura și filosofia după Al Doilea Război Mondial la Universitatea din Hamburg, devenind mai apoi redactor. O dată cu publicarea primului său roman intitulat Au fost șoimi în aer în anul 1951, Siegfried Lenz a devenit cel mai prolific și renumit autor.
În 1999, la a 250-a aniversare a nașterii lui Goethe, i s-a decernat Premiul Goethe.
Problematica operei sale o constituie vina și responsabilitatea societății și a individului, acceptarea datoriei ca noțiune concretă, implicând examenul conștiinței și opțiunea în serviciul adevărului și umanității.
Autorul a făcut apel la tehnica de redare de tip cinematografic de o remarcabilă plasticitate, desfășurată adesea contrapunctic. De asemenea, este remarcabilă adecvarea stilistică la meandrele narațiunii.
În ultimii ani Lenz a trăit ca autor independent în Hamburg.

## Scrieri
- 1951: „Erau ulii în văzduh” (Es waren Habichte in der Luft)
- 1953: „Duel cu umbra” (Duell mit dem Schatten)
- 1955: „Atât de gingaș era satul Suleyken” (So zärtlich war Suleyken)
- 1957: „Omul în fluviu” (Der Mann im Strom)
- 1959: „Vânătorul de zeflemele” (Jäger des Spotts)
- 1960: „Vasul-far” (Das Feuerschiff)
- 1961: „Vremea celor fără vină” (Zeit der Schuldlosen)
- 1963: „Se vorbește în oraș” (Stadtgespräch)
- 1968: „Ora de germană” (Deutschstunde)
- 1973: „Modelul” (Das Vorbild).